# Руснов
Руснов (укр. Руснів) — село в Зимневской сельской общине Владимирского района Волынской области Украины.
Население по переписи 2001 года составляет 309 человек. Почтовый индекс — 44754. Телефонный код — 3342. Занимает площадь 1,009 км².